# Lex Manlia de vicensima manumissione
La lex Manlia de vicensima (o vincesima) manumissione è una legge votata nell'accampamento (in castris) dall'esercito al comando del console Gneo Manlio Capitolino a Sutri, con la quale fu creata una tassa del 5% (la ventesima parte, appunto) sul valore delle manumissioni.

## Contesto storico
La legge va inserita nel contesto storico delle ultime, ma non per questo meno accanite, fasi della lotta di classe tra patrizi e plebei. 
Nel 367 a.C., dopo vari anni che erano state riproposte invano al Senato, furono finalmente approvate le tre leggi Licinie-Sestie, che garantivano alla plebe un console (lex de consule plebeio), sgravi sui debiti ed un limite di 500 iugeri (125 ettari) alle grandi proprietà terriere (principalmente patrizie, ma non solo, tanto che lo stesso tribuno che aveva proposto la legge, Gaio Licinio Stolone, fu processato per infrazione al limite posto dalla sua stessa legge, come riferiscono varie fonti). In cambio di queste aperture alla plebe, furono create la pretura e l'edilità curule, magistrature riservate unicamente ai patrizi.
Le forze conservatrici del patriziato ritennero di dover passare all'azione di fronte alle pretese sempre crescenti della plebe. Così Gneo Manlio Capitolino, esponente di un'antica gens conservatrice, colse l'occasione per far votare ai suoi soldati una legge che tendeva a colpire soprattutto la plebe. La manumissio infatti, nelle sue varie forme, era il procedimento di scioglimento formale di un vincolo giuridico, che si usava, ad esempio, per emancipare un figlio o uno schiavo, o per riscattare una persona in mancipio (ossia legata da un rapporto di dipendenza personale) di un'altra. In tal senso Manlio Capitolino volle cercare di porre un freno all'immissione nel tessuto cittadino di nuovi cittadini liberati dalla schiavitù ed evitare che i plebei emancipando i loro figli avessero accesso a più terre. 
La plebe d'altra parte rispose a questo provvedimento con una lex Duillia-Menenia de fenore unciario, pare sacrata (ossia garantita da giuramento solenne, alla maniera della lex Sacrata del 494 a.C.), che fissò il tasso di interesse all'8.33%.